# 高野寺
高野寺是台灣台南州台南市曾經存在的真言宗佛寺。日治時代創建，戰後廢寺。別名大師寺、弘法寺。

## 歷史
日治時代明治38年（1905年），真言宗在廣慈院創建台南布教所，後移轉至末廣町，昭和4年（1929年），為建設末廣町商店街，實施市區改正之故，翌年移轉至塩埕。戰後廢寺，改為南區區公所，現為動物防疫保護處。本寺的弘法大師塑像現存於開元寺，2011年，在竹溪寺內發現刻有「高野寺」字樣的石碑。

## 關連項目
- 台灣佛教
- 八宗十四派